# Iliniza
Iliniza je vulkán ležící v Jižní Americe, zhruba 55 km od ekvádorského hlavního města Quita. V těsné blízkosti, cca 1 km od sebe, leží dva vrcholy – Iliniza Sur (5248 m) je šestou nejvyšší ekvádorskou sopkou a Iliniza Norte (5126 m), osmý nejvyšší vulkán.

## Přístup
Vrchol Iliniza Sur je trvale pokryt sněhem a ledem s množstvím trhlin a padajícího kamení, proto se výstup udává jako jeden z nejobtížnějších v Ekvádoru a doporučuje se pouze zkušeným horolezcům, na rozdíl od Iliniza Norte, která nebývá pokryta sněhem celoročně a stoupání je snadnější. Ve výšce 4650 m stojí chata Refugio Nuevos Horizontes.

## Prvovýstup
První výstup na vrchol Iliniza Sur podnikli Jean Carrel a Luis Carrel v květnu roku 1880. Na vrchol Iliniza Norte jako první vystoupila skupina ekvádorských horolezců v roce 1912.